# Ottaviano Menni
Ottaviano Menni (XVII secolo – XVIII secolo) è stato un matematico e militare italiano.

## Biografia
Milanese, rivestì l'incarico di maestro di campo al servizio del re di Spagna. Nel 1702 pubblicò a Napoli un'opera in latino divisa in quattro libri, intitolata Amussis munitoria, contenente complesse dimostrazioni matematiche sulla costruzione delle fortificazioni militari.

## Opere
- (LA) Amussis munitoria, Napoli, Giovanni Roselli, 1702.